# Dioscorea eocenicus
Dioscorea eocenicus (лат.) — вид вымерших однодольных растений из рода Диоскорея, живших на территории современной Индии во времена раннего эоцена.

## История изучения
Ископаемые остатки были обнаружены в раннеоэоценовых отложениях округа Биканер на северо-западе индийского штата Раджастхана. В 2018 году Ракеш Чандра Меротра и Анумеха Шукла описали вид. Является первым описанным ископаемым видом Диоскорейных из Азии.

## Описание
Жилкование дуговое. Имеет девять основных жилок. 

## Палеоэкология
Обитала во влажных тропических лесах эоценовой Индии. 

## Систематика
Относится к роду Диоскорея из семейства Диоскорейные порядка Диоскореецветные.